# Lê Hoàng (tổng biên tập)
Lê Hoàng là người Quảng Nam, một trong những Tổng biên tập của báo Tuổi trẻ TP HCM.
Ông đã từng là Giám đốc Nhà xuất bản Trẻ trong nhiều năm trước khi chuyển sang báo Tuổi trẻ.
Lê Hoàng vốn là một người tham gia tích cực phong trào sinh viên dưới thời chính quyền Sài Gòn trước 1975, cùng với Vũ Kim Hạnh, Võ Như Lanh...
Ông cũng có lúc bị xem xét kỷ luật vì có liên đới trong vụ báo chí đưa tin về vụ PMU 18.